# نوار برشی
نوار برشی (یا به‌طور کلی، "محلی سازی کرنش") یک منطقه باریک از کرنش شدید برشی است که معمولاً از نوع پلاستیکی است؛ که در هنگام تغییر شکل شدید مواد شکل‌پذیر ایجاد می‌شود. به عنوان مثال، نمونه ای از خاک (خاک رس سیلتی با ترکیب بیش از جامد) پس از آزمون فشرده سازی متقارن محوری در شکل ۱ نشان داده شده‌است. در ابتدا نمونه به شکل استوانه ای بود و از آنجا که سعی شده تا تقارن در طول آزمایش حفظ شود، شکل استوانه برای مدتی در طول آزمایش حفظ شده و تغییر شکل به صورت یکدست بود، اما در بارگذاری شدید دو باند برشی X شکل تشکیل شده‌است و تغییر شکل بعد از آن به شدت محلی شده‌است (همچنین به طرح سمت راست شکل ۱ نگاه کنید).

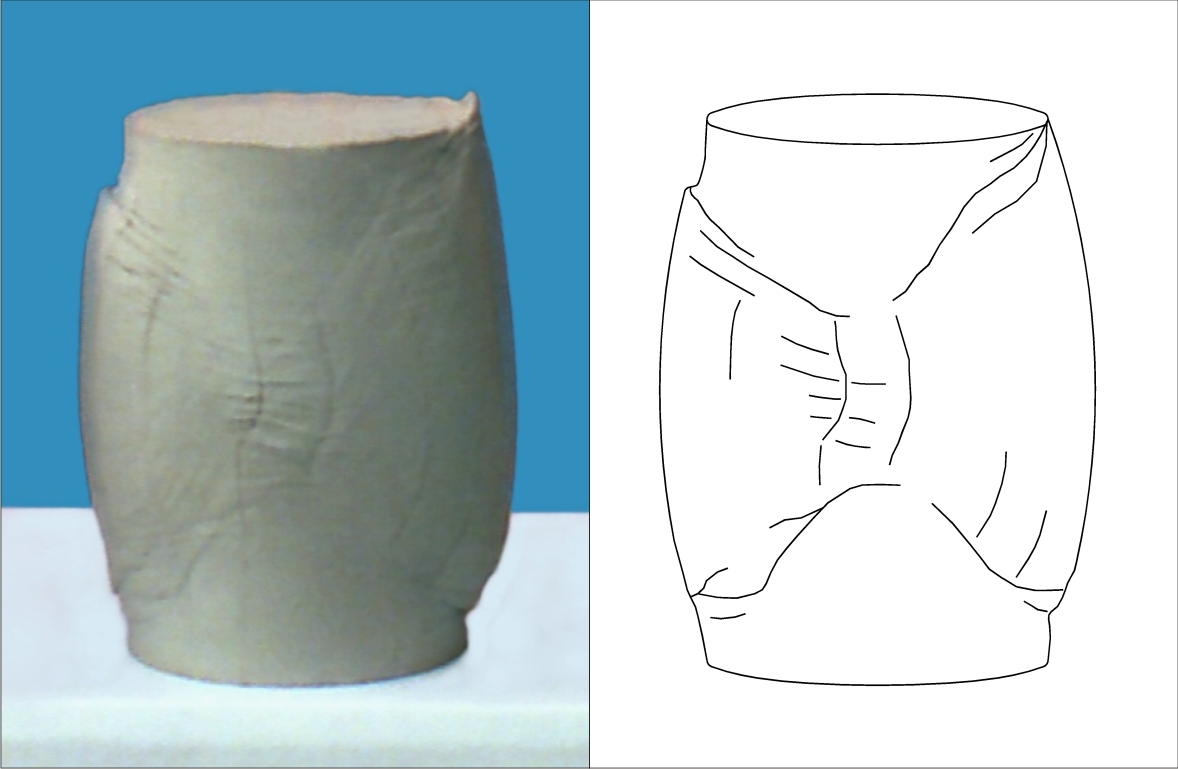
شکل ۱: یک نمونه خاک استوانه ای شکل در ابتدا برای تغییر تقارن تغییر شکل داده‌است. علی‌رغم تلاش برای حفظ تقارن، دو باند برشی X شکل به وضوح قابل مشاهده می‌باشد (به طرح کلی در سمت راست نیز مراجعه کنید، جایی که خراش‌های عمودی اولیه در سطح خارجی تشکیل شده‌است به درک تغییر شکل برشی کمک می‌کنند).

## موادی که در آنها نوارهای برشی مشاهده می‌شود
اگرچه نوارهای برشی در مواد شکننده (به عنوان مثال شیشه در دمای اتاق) قابل مشاهده نیست، اما نوارهای برشی یا به‌طور کلی، «تغییر شکل‌های موضعی» معمولاً در طیف وسیعی از مواد شکل‌پذیر (آلیاژها، فلزات، مواد تک کریستال، پلاستیک‌ها، پلیمرها و خاک) ایجاد می‌شوند؛ و حتی در برخی مواد نیمه شکننده (بتن، یخ، سنگ و برخی سرامیک‌ها) نیز مشاهده می‌شوند. اهمیت پدیده‌های نوار برشی این است که آنها قبل از شکست ماده رخ می‌دهند، زیرا تغییر شکل شدید در نوارهای برشی منجر به آسیب شدید و شکستگی می‌شود؛ بنابراین، تشکیل نوارهای برشی کلید درک درستی از شکست در مواد شکل‌پذیر یا داکتیل است و یک موضوع تحقیقاتی مهم برای طراحی مواد جدید و بهره‌برداری از مواد موجود در شرایط می‌باشد. همچنین، محلی سازی تغییر شکل از اواسط قرن بیستم کانون یک فعالیت تحقیقاتی شدید بوده‌است.

## مدل‌سازی ریاضی
تشکیل باند برشی مثالی از بی‌ثباتی مواد است که مربوط به از دست دادن ناگهانی همگنی تغییر شکل در یک نمونه جامد است که با یک مسیر بارگیری سازگار با تغییر شکل یکنواخت ادامه دارد. از این نظر، ممکن است به عنوان یک مکانیزم تغییر شکل «جایگزین» باشد و در نتیجه انشعاب یا از دست دادن منحصر به فرد بودن یک مسیر تعادل «کامل» تفسیر شود. ویژگی بارز این انشعاب این است که ممکن است حتی در جسمی نامحدود (یا در محدودیت شدید تماس صاف با یک محدودیت سخت) رخ دهد.
جسمی بی‌نهایت را در تصور کیند که از ماده ای غیرخطی تشکیل شده‌است، به طوریکه از نظر آماری تغییر شکل داده‌است و به گونه ای که استرس و فشار ممکن است همگن باقی بمانند. پاسخ افزایشی این جسم غیرخطی برای سادگی خطی فرض می‌کنیم، بنابراین می‌توان آن را به عنوان رابطه ای بین افزایش تنش ب {\displaystyle {\dot {\sigma }}} و یک افزایش کرنش {\displaystyle {\dot {\varepsilon }}} بیان کرد، از طریق یک تانسور سازنده مرتبه چهارم {\displaystyle \mathbb {C} } مانند
{\displaystyle {\dot {\sigma }}=\mathbb {C} {\dot {\varepsilon }},\qquad {(1)}}
که در آن تانسور سازنده از مرتبه چهارم است. پارامتر {\displaystyle \mathbb {C} } به یعنی تنش فعلی، فشار فعلی و احتمالاً سایر پارامترهای مواد تشکیل دهنده بستگی دارد (به عنوان مثال، متغیرهای سخت‌کننده برای فلزات یا تراکم برای مواد دانه ای).
برای پیدایش سطح ناپیوستگی (بردار واحد طبیعی {\displaystyle {\textbf {n}}}) شرایطی در فشار و فشار افزایشی جستجو می‌شود. این شرایط با وقوع محلی سازی تغییر شکل شناسایی می‌شوند. به‌طور خاص، تعادل افزایشی مستلزم آن است که کشش‌های افزایشی (نه تنش‌ها) مداوم بمانند.
{\displaystyle {\dot {\sigma }}^{+}{\textbf {n}}={\dot {\sigma }}^{-}{\textbf {n}},\qquad {(2)}}
(در رابطهٔ بالا + و - نشانگر دو طرف سطح هستند) و هندسهٔ شکل محدودیت سازگاری کرنش را به شکل کرنش افزایشی اعمال می‌کند:
{\displaystyle {\dot {\varepsilon }}^{+}-{\dot {\varepsilon }}^{-}={\frac {1}{2}}\left({\textbf {g}}\otimes {\textbf {n}}+{\textbf {n}}\otimes {\textbf {g}}\right),\qquad {(3)}}
که در آن نماد {\displaystyle \otimes } نشانگر محصول تانسور و {\displaystyle {\textbf {g}}} برداری است که حالت ناپیوستگی تغییر شکل را تعریف می‌کند (متعامد به {\displaystyle {\textbf {n}}} برای مواد غیرقابل انعطاف) جایگذاری قانون سازنده افزایشی (۱) و سازگاری کرنش (۳) در تداوم کشش‌های افزایشی (۲) شرط لازم را برای محلی سازی کرنش ایجاد می‌کند که به شرح زیر است:
{\displaystyle \mathbb {C} \left({\textbf {g}}\otimes {\textbf {n}}\right){\textbf {n}}=0.\qquad {(4)}}
از آنجایی که تانسور مرتبه دوم {\displaystyle \mathbb {A} ({\textbf {n}})} برای هر بردار {\displaystyle {\textbf {g}}} تعریف شده‌است:
{\displaystyle \mathbb {A} ({\textbf {n}}){\textbf {g}}=\mathbb {C} \left({\textbf {g}}\otimes {\textbf {n}}\right){\textbf {n}}}
رابطهٔ بالا به اصطلاح «تانسور صوتی» است، که شرایط انتشار امواج شتاب را تعریف می‌کند، می‌توان نتیجه گرفت که شرایط محلی سازی کرنش با شرایط تکینکی (انتشار با سرعت null) موج شتاب همزمان است. این شرط نشان دهنده اصطلاح «از بین رفتن بیضوی» برای معادلات دیفرانسیل حاکم بر تعادل نرخ است.

## بهترین تحقیقات ارایه شده
پیشرفته‌ترین تحقیق در مورد نوارهای برشی این است که این پدیده از نظر تیوری به خوبی قابل درک است. و از نظر تجربی و مدل‌های موجود موجود پیش‌بینی‌های کیفی خوبی را می‌توان ارائه داد، اگرچه پیش‌بینی‌های عددی و کمی اغلب ضعیف هستند. علاوه بر این، پیشرفت‌های زیادی در شبیه‌سازی‌های عددی حاصل شده‌است، به طوری که هسته و انتشار نوارهای برشی در شرایط نسبتاً پیچیده را نیز می‌توان با مدل‌های اجزای محدود به صورت عددی ردیابی کرد، اگرچه هنوز هم محاسبات سنگین و هزینه بری نیاز دارد. برای درخواست‌های پیشرفته تر شبیه‌سازی‌هایی هست که وابستگی جهت‌گیری کریستالوگرافی از نوار برشی در تک بلورها و پلی کریستال‌ها را نشان می‌دهد. این شبیه‌سازی‌ها نشان می‌دهند که جهت‌گیری‌های خاص بیش از سایر جهت‌گیری‌ها مستعد انجام محلی سازی برشی هستند.

## نوار برشی و بررسی بافت کریستالوگرافی آن
بیشتر فلزات و آلیاژهای پلی کریستالی معمولاً از طریق برشی که در اثر نابجایی، دوقلویی‌ها یا باندهای برشی ایجاد می‌شود، تغییر شکل می‌دهند. این امر منجر به ناهمسانگردی پلاستیکی در مقیاس دانه و توزیع جهت دانه ترجیحی، یعنی بافتهای کریستالوگرافی می‌شود. نورد سرد بافت اکثر فلزات مکعبی (کیوبیک) و آلیاژهای FCC به‌طور مثال دو نوع هستند، یعنی بافت از نوع برنجی و بافت از نوع مس. انرژی گسل انباشته نقش مهمی در مکانیسم‌های غالب تغییر شکل پلاستیک و بافت‌های حاصل شونده دارد. برای آلومینیوم و سایر مواد FCC با SFE بالا، سر خوردن دررفتگی مکانیسم اصلی در هنگام نورد سرد است و اجزای بافت {۱۱۲} <۱۱۱> (مس) و {123} <634> (S) (بافت از نوع مس) ساخته شده‌اند. در مقابل، در Cu-30 wt. n Zn (آلفا برنج) و فلزات و آلیاژهای مرتبط با SFE کم، دوقلوی مکانیکی و نوارهای برشی همراه با سر خوردن نابجایی به عنوان حامل‌های اصلی تغییر شکل، به ویژه در تغییر شکل‌های بزرگ پلاستیکی، رخ می‌دهد. بافت‌های نورد حاصل توسط بافت {۰۱۱} <۲۱۱> (برنجی) و {۰۱ ۱} <۱۰۰> (گاس) (بافت از نوع برنجی) مشخص می‌شوند. در هر دو حالت نوار برشی غیر کریستالوگرافی برای نوع خاصی از بافت تغییر شکل یافته نقش اساسی ایفا می‌کند.

## یک رویکرد آشفته برای تحلیل ظهور باند برشی
راه حل‌های فرم بسته که ظهور باند برشی را نشان می‌دهد را می‌توان از طریق رویکرد اغتشاش به دست آورد، که متشکل از روی هم قرار دادن یک زمینهٔ آشفتگی بر یک حالت تغییر شکل ناآرام می‌باشد. به‌طور خاص تر، یک ماده الاستیک بینهایت، غیرقابل فشرده کردن و غیرخطی، که تحت شرایط کرنش هواپیما تغییر شکل می‌یابد، می‌تواند از طریق برهم زدن نیروهای متمرکز یا وجود ترک‌ها یا اجزا خط صلب و سخت، آشفته شود.
این امر ثابت شده‌است که، هنگامی که وضعیت آشفته نزدیک به شرایط محلی سازی می‌شود (۴)، زمینه‌های آشفته خود را به صورت زمینه‌های محلی تنظیم کرده و مقادیر زیادی را در محله اغتشاش معرفی می‌کنند و در امتداد نوارهای برشی در جهت‌های خاص متمرکز می‌شوند. به‌طور خاص، در مورد ترک‌ها و اجزا خط صلب ، چنین نوارهای برشی از نوک‌های درج خطی خارج می‌شوند.
در روش اغتشاش یا اشتفتگی، یک مدل افزایشی برای یک باند برشی با طول محدود معرفی شده‌است که شرایط زیر را در امتداد سطح آن تجویز می‌کند:
- کشش‌های برشی اسمی افزایشی پوچ؛
- متداوم بودن کشش نرمال اسمی افزایشی؛
- متداوم بودن جابجایی افزایشی طبیعی.

با استفاده از این مدل، ویژگی‌های اصلی زیر در باند برشی به صورت زیر نشان داده شده‌است:
1. به‌طور مشابه مکانیک شکستگی، یکتایی به صورت تک ریشه مربعی در زمینه‌های تنش یا تغییر شکل در نوک‌های باند برشی ایجاد می‌شود.
2. در حضور یک باند برشی، میدان کرنش محلی سازی شده و در جهت موازی با باند برشی به شدت متمرکز خواهد شد.
3. از آنجا که سرعت آزادسازی انرژی مرتبط با رشد باند برشی در نزدیکی شرایط محلی سازی به بی‌نهایت میل می‌کند (۴)، نوارهای برشی حالت‌های شکست ترجیحی را نشان می‌دهند.